# Újkolónia
A dorogi Újkolónia a település második bányászkolóniája volt a vasút északi oldalán, a mai Schmidt Sándor-lakótelep és Széchenyi István lakótelep helyén.

## Története
1911-ben Dorog lett a bányavidék központja, így egyre több bányász és tisztviselő érkezett a településre akiknek lakásokat kellett biztosítani. A Salgótarjáni Kőszénbánya Rt. megbízásából az Öregkolónia folytatásaként 1916-ban építeni kezdett Újkolónia lett a bányászok lakhelye, míg a tiszti állomány a Tisztviselőtelepen lelt otthont. Az építkezés alatt tereprendezésen átesett, a Kenyérmezői-patak közelében fekvő, korábban lakatlan, vizenyős területen 1925-ben fejeződött be az építkezés, elkészült 14 utca 358 munkáslakással. 1985-ben korszerűtlensége és leromlott állapota miatt megkezdték az elbontását, 1990-re mindössze egy épület, a mai Bányász Emlékház maradt meg az egész kolóniából. Helyén épült fel 1985 és 1990 között a város legnagyobb lakótelepe, a Schmidt Sándor, és a Széchenyi István lakótelep 1990-1991-ben.